# Stickväg

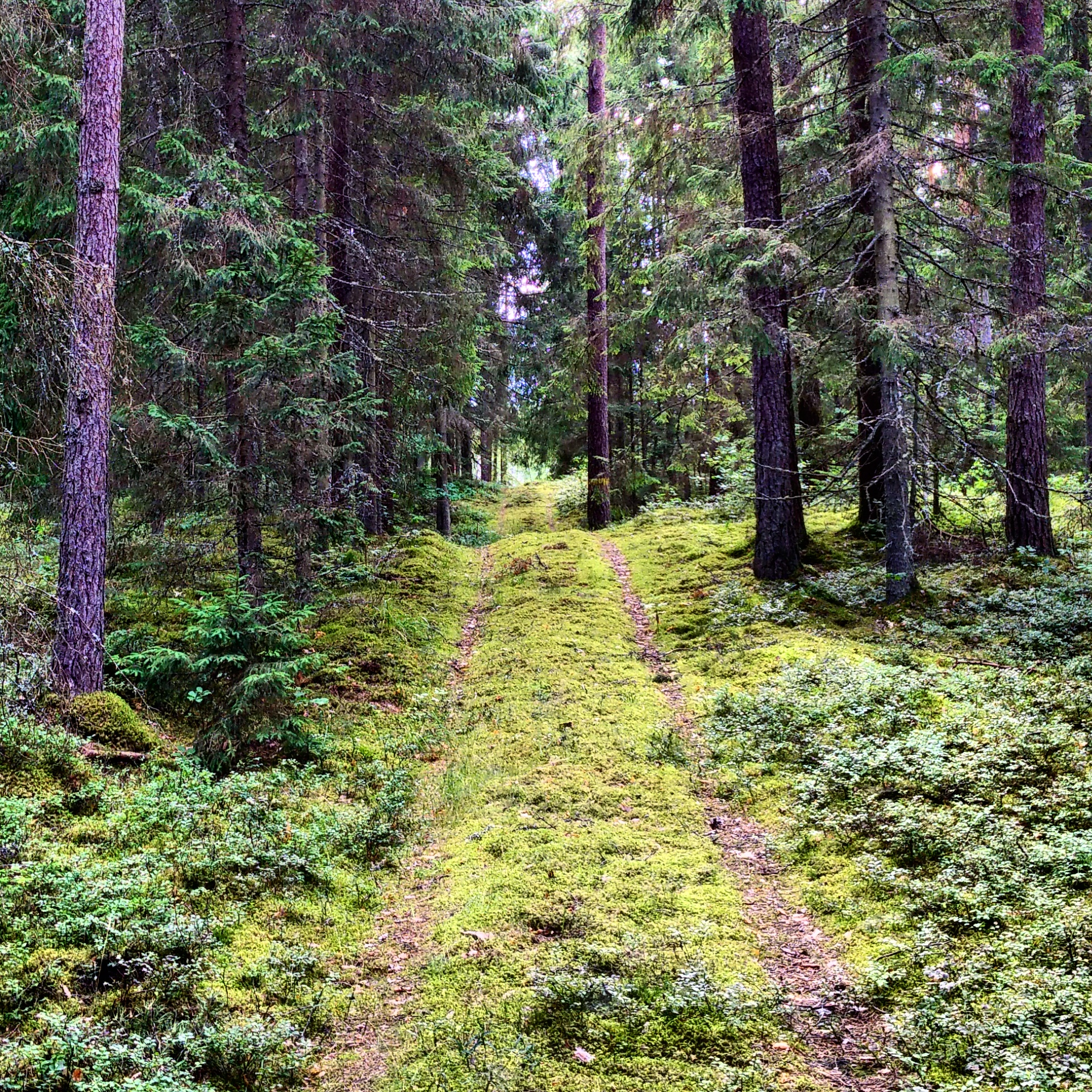
En stickväg eller mindre skogsväg i Lettland.

Stickväg är en väg i skogsmark. Den är en banad väg, gjord för virkestransporter med häst eller traktor eller andra skogsmaskiner. Den är ofta endast ett 3–4 meter brett och upphugget stråk genom skogen.
En stickväg ansluter till en större och mer permanent skogsväg och kan ibland fungera som en mindre skogsväg där även bilar kan ta sig fram. Skogsvägen är annars ofta lite mer permanent och att likna vid en grusväg.
Stickvägen kan mynna blint i skogen. Den kan ofta vara avstängd för allmän trafik, när inga arbeten pågår i området.
Bredden på en stickväg påverkas av vilka maskiner som används.